# William Crump (manzana)
William Crump es una variedad cultivar de manzano (Malus domestica). 
Un híbrido del cruce de Cox's Orange Pippin x Worcester Pearmain. Criado por J. Carless, capataz del vivero "Rowe's Nurseries", Worcester Inglaterra y presentado por ellos. Recibió un Premio al Mérito en 1908 y un Certificado de Primera Clase en 1910 de la Royal Horticultural Society. Las frutas tienen una pulpa firme, de textura fina y jugosa con un sabor dulce, rico y aromático.

## Historia
'William Crump' es una variedad de manzana, híbrido del cruce como Parental-Madre de Cox's Orange Pippin x polen del Parental-Padre Worcester Pearmain. Esta variedad fue desarrollada y cultivada a partir de semillas por William Crump (jardinero jefe en "Madresfield Court") de Worcestershire Inglaterra (Reino Unido). Sin embargo, fue introducido en 1908 por el vivero "Rowe's Nursery" por su capataz, J. Carless, quien afirmó haberlo criado.
'William Crump' se cultiva en la National Fruit Collection con el número de accesión: 1915-102 y Accession name: William Crump.

## Características
'William Crump' árbol de extensión erguida, de vigor moderadamente vigoroso, portador de espuela. Tiene un tiempo de floración que comienza a partir del 6 de mayo con el 10% de floración, para el 11 de mayo tiene una floración completa (80%), y para el 19 de mayo tiene un 90% caída de pétalos.
'William Crump' tiene una talla de fruto medio a grande; forma globoso cónica, con una altura de 57.00mm, y con una anchura de 70.00mm; con nervaduras débiles a medio; epidermis con color de fondo amarillo verdoso, con un sobre color rojo anaranjado, importancia del sobre color alto a muy alto, y patrón del sobre color rayas / chapa presentando lavado rojo anaranjado en la cara expuesta al sol y está marcada con algunas puntas más oscuras, presenta abundantes lenticelas rojizas, "russeting" (pardeamiento áspero superficial que presentan algunas variedades) bajo; la piel adquiere una sensación grasosa en la madurez; cáliz tamaño mediano, parcialmente abierto, colocado en una cuenca ancha y poco profunda, ligeramente arrugada; pedúnculo medio largo y delgado, colocado en una cavidad profunda y estrecha con "russeting" que se irradia con frecuencia sobre el hombro en una fina red; carne es de color crema amarillento, de grano fino, crujiente y firme. Sabor jugoso, dulce con acidez de piña y aroma a nuez.
Listo para cosechar a mediados de octubre. Se conserva bien durante tres meses en cámaras frigoríficas.

## Usos
Una buena manzana de uso de postre fresca en mesa.

## Ploidismo
Diploide, auto estéril. Grupo de polinización: D, Día 14.